# Марк Олбрайтон
Марк Ке́він Олбра́йтон (англ. Marc Kevin Albrighton; нар. 18 листопада 1989, Темворт, Англія) — англійський футболіст, правий півзахисник клубу «Лестер Сіті». 20 грудня 2011 року, граючи у складі «Астон Вілли», у матчі проти «Арсенала» забив 20 000-й гол в історії Прем'єр-ліги.

## Досягнення
- Чемпіонат Англії (1):

«Лестер Сіті»: 2015-16
- Володар Кубка Англії (1):

«Лестер Сіті»: 2020-21
- Володар Суперкубка Англії (1):

«Лестер Сіті»: 2021